# FC Bayern München
O Fußball-Club Bayern München e. V., comumente referido como FC Bayern München, Bayern de Munique ou simplesmente Bayern, é um clube alemão multidesportivo sediado na cidade de Munique, no estado da Baviera. O estado e a cidade, que em alemão, respectivamente, se denominam Bayern e München, dão nome ao clube. O Bayern foi fundado em 1900 por onze jogadores de futebol.
Embora tenha outros departamentos para xadrez, handebol, basquetebol, ginástica, boliche, ténis de mesa, foi no futebol que a agremiação se tornou mais famosa, de maior torcida e o mais bem sucedido da Alemanha. O Bayern tem seus times de base: Bayern Sub-19, e Bayern Feminino. Suas cores tradicionais são vermelho e branco, e o escudo mostra a bandeira branca e azul da Baviera. Desde o início da temporada 2005-06, o clube atua como mandante no Allianz Arena, cuja capacidade é para atender 71 137 espectadores. Antigamente, o Bayern realizava seus jogos no Estádio Olímpico de Munique, estádio que o abrigou durante 33 anos.
No futebol, o Bayern já conquistou 34 títulos do Campeonato Alemão e 20 da Copa da Alemanha. Em nível internacional, o Bayern venceu 6 edições da Taça dos Clubes Campeões Europeus/Liga dos Campeões da UEFA, 1 da Liga Europa da UEFA, 1 da Recopa Europeia da UEFA e 1 da Supercopa Europeia, sendo um dos cinco únicos times a ganhar as três principais competições da Europa (Liga dos Campeões, Liga Europa, e a Recopa Europeia). Somam-se a sua galeria 2 Taças Intercontinentais e 2 Campeonatos do Mundo de Clubes da FIFA. Seu período de maior sucesso foi em meados da década de 1970, quando, sob a capitania de Franz Beckenbauer, ganhou por três vezes seguidas a Liga dos Campeões da UEFA (entre 1974 e 1976). Aquele time é reconhecido até hoje como uma das maiores equipes de todos os tempos do futebol mundial. Em 2013, o clube conquistou uma tríplice coroa (venceu a Liga dos Campeões da UEFA, a Bundesliga e a Copa da Alemanha) e em 2020 conquistou novamente tornando-se o primeiro clube alemão e o sétimo da Europa a conquistar esse feito.
Tem atualmente uma torcida constituída por quase 285 000 membros associados e organizados. Tem como rivalidades locais tradicionais o TSV 1860 München, com quem disputa o Dérbi de Munique, e o 1. FC Nürnberg, assim como uma rivalidade contemporânea com o Borussia Dortmund. Foi eleita pela FIFA o 3° maior clube de futebol do século XX e o primeiro entre todos clubes alemães. O Bayern é o quarto maior clube do mundo em faturamento, com uma receita de 874,65 milhões de euros na temporada 2020/21.

## História

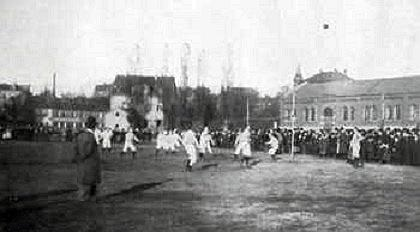
A primeira partida do Bayern, contra o 1. FC Nürnberg em 1901

Franz John, jogador do MTV 1879, e dez de seus colegas cansados das condições nas quais tinham de jogar, se reuniram naquele dia para rescindir com sua equipe. O clube que criaram se chamou Schwabinger Bayern. Anos mais tarde mudariam o nome pelo de FC Bayern München, mundialmente conhecido como os "Bávaros".
Os comensais que na noite de 27 de fevereiro de 1900 jantavam no restaurante Gisela de Munique não podiam suspeitar que, em uma das mesas junto a eles, se estava gestando o nascimento da melhor equipe da Alemanha e uma dos maiores da Europa.
A equipe sofreu dificuldades para se firmar, devido a problemas financeiros, tendo se associado como departamento de futebol a outras equipes para sobreviver. Foi somente a partir de 1923 que conquistou a sua independência. O Bayern foi se constituindo, ao longo das primeiras décadas do século XX, no maior clube da cidade de Munique – atingiu esta condição a partir de 1920, quando chegou à marca de 700 membros.
Em 1926, o clube conquistou o título alemão regional sul e, seis anos depois, conseguiu o primeiro título nacional: venceu o Eintracht Frankfurt no final. O Bayern sofreu com o período do Terceiro Reich (1933 – 1945), como se autodenominou o governo nazista liderado por Adolf Hitler no país. Tendo judeus em sua estrutura – a época seu próprio presidente, Kurt Landauer, e mesmo o treinador da equipe, Richard Dombi, foram obrigados a se afastar –, sofreu bastante pressão política, culminada pela eclosão da Segunda Guerra Mundial.
As sanções sofridas pela Alemanha no período posterior ao conflito mundial também foram sentidas pelo futebol local. Além do desligamento da Federação Alemã de Futebol (DFB), e da Fifa por alguns anos, a organização interna se pulverizou – passaram a ser realizadas competições por distritos.
A Alemanha conquistou a Copa do Mundo FIFA de 1954, a tendência se investiu radicalmente e o futebol se converteu no desporto mais popular do país, "a apaixonante alemã" tinha nascido. Em 1963 criou-se a Bundesliga, mas a equipa dos bávaros não foi convidada à jogar, em seu primeiro ano, coincidindo com a chegada de um jovem jogador chamado "Franz Beckenbauer" que recentemente tinha abandonado seu clube, o TSV 1860 München depois de uma discussão com os directores. No Bayern Munich já jogava um jovem goleiro chamado Sepp Maier e na frente um homem a quem o treinador chamava o "pequeno gordo". Anos depois esse apelido seria substituído por outro, que o mundo conheceu anos depois como "Torpedo Muller".
Em 1962 foi criada a Bundesliga, que, a partir de 1963, passou a gerir o campeonato alemão profissional. Entretanto, o Bayern não foi representado na fundação e apenas ingressou na primeira divisão dois anos depois, em seu primeiro ano na Bundesliga, a temporada 1965/1966. Seu primeiro título neste certame aconteceu na temporada 1968/69.
A década de 1970 marcou a conquista da Europa e da Copa Intercontinental pelo clube alemão. A equipe foi tricampeã continental nas temporadas de 1973/74 (superou o Atlético de Madrid na decisão), 1974/75 (bateu o Leeds United na decisão), 1975/76 (passou pelo Saint-Etienne na decisão) e, nesta última, venceu também a disputa da Copa Intercontinental, derrotando o Cruzeiro-MG por 2 a 0 no primeiro jogo, em Munique, empatando por 0 a 0 o confronto realizado em Belo Horizonte.
Em 1975, não foi realizada a disputa da Copa Intercontinental entre Bayern e Independiente porque as equipes não acertaram datas para se enfrentar. O elenco do time alemão, composto por grandes jogadores, cedeu, em 1974, seis atletas para a seleção alemã que venceu a Países Baixos na final da Copa do Mundo de Futebol daquele ano: Sepp Maier, Beckenbauer, Hans-Georg Schwarzenbeck, Breitner, Uli Hoeneß and Gerd Müller. Nas décadas seguintes, o Bayern sacramentou o seu domínio nacional – é o maior vencedor da Bundesliga, com dezenove conquistas. Entre os anos de 1980 e 2000 venceu 11 vezes o campeonato alemão.
A equipe alemã conquistou ainda, na temporada 2000/01, pela quarta vez a Liga dos Campeões da UEFA passando pelo Valência na decisão – e pela segunda vez o Mundial Interclubes passando pelo Boca Juniors, da Argentina.

### A reconstrução (1946–1967)
O futebol alemão precisou um tempo para arrancar após um período de necessidade e catástrofes. Demorou nove anos em voltar a calar entre as massas, ao voltar a selecção nacional triunfal do Campeonato do Mundo disputado na vizinha Suíça. A equipa de Sepp Herberger ganhou ali seu primeiro título mundial, ainda que o final contra Hungria fosse uma amarga experiência para Jakob Streite, o cérebro dos bávaros. O até então 15 vezes internacional teve que ver a partida desde a grade do estádio.
Uma partida da selecção alemã sem nenhum jogador do Bayern converteu-se depois em uma algo pouco usual. Em 1957 ganharam os "vermelhos" pela primeira vez a copa ante 42.000 espectadores no estádio Augsburger Rosenaustadion. Jobst marcou o definitivo 1 a 0 contra a Fortuna Düsseldorf. Depois veio um pequeno período de seca: os bávaros, com seu presidente, o construtor Wilhelm Neudecker à cabeça, tiveram que passar pelo problema de não poder participar na recém criada Bundesliga.
Dois anos mais tarde o Bayern conseguiu ascender à divisão superior, sob o comando do treinador Zlatko Čajkovski. Começou um desenvolvimento surpreendente do Bayern: porque se deparou pela primeira vez com o nome de Franz Beckenbauer e porque apareceram pela primeira vez nomes importantes na história do Bayern.
Cajkovski escalou pela primeira vez Beckenbauer em uma partida da rodada de ascesso. Por trás dele tinha um certo Sepp Maier defendendo o gol, e a frente um jovem atacante chamado Gerd Müller. Cajkovski pôs-lhe o apelido de "pequeno gordo Müller".
Este foi o eixo que levou a fama mundial ao Bayern. Tiveram um exitoso começo na Bundesliga, conseguindo o terceiro posto em seu primeiro ano (1965/66). Como recompensa Beckenbauer e Maier acompanharam à selecção alemã a Inglaterra, onde Alemanha só perdeu no final contra a equipa local.
Não foi um ano sem títulos, já que antes do Campeonato Mundial, o Bayern tinha ganhado sua segunda copa por 4 a 2 ante o Meidericher SV. Brenninger por duas vezes (Ohlhauser e Beckenbauer marcaram no final em Frankfurt ante 60.000 espectadores).
Um ano mais tarde, em 1967, chegou o primeiro título europeu. Pouco depois de conquistar a terceira copa por 4 a 0 ante o Hamburger SV, conseguiu outro título: Franz "Touro" Roth, que sempre marcava nas partidas importantea, pelo qual se ganhou o apelido de "Mister Copa da Europa", marcou no minuto 109 do final da Recopa Europeia ante o Glasgow Rangers.

### Os melhores anos
1968 era o ano da mudança. Branco Zebec pegou o time de Cajkovski e foi banindo todos os jogadores que não estavam ajudando a equipe. Apesar da expectativa de um prognóstico obscuro, os torcedores não pensavam negativo. O tempo era de duas realidades: a liderança de oito pontos no campeonato em cima do Alemannia Aachen, e a vitória sobre o Schalke 04 na Copa da Alemanha. Mas durante isso, emergia um time que seria o rival dos Bávaros durante anos: Borussia Mönchengladbach.

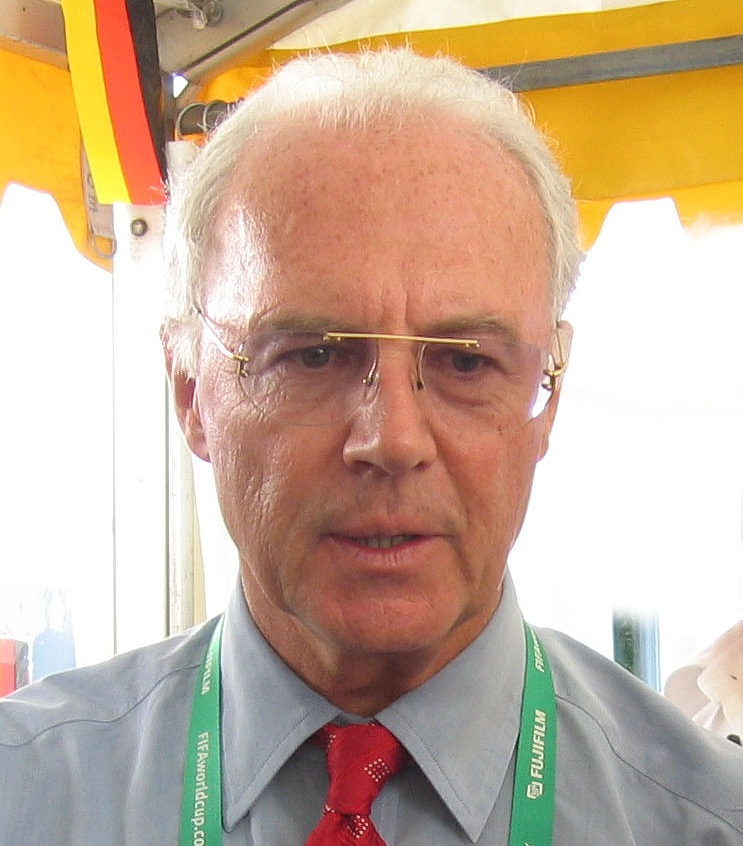
Franz Beckenbauer, o maior ídolo da história do Bayern.

Quando o Bayern ganhou a coroa em 1972, o tempo era do novo Olympic Stadium e a equipe estava sendo treinada por Udo Lattek, e isso era a causa de mais uma celebração. Gerd Müller agora estava no topo das estatísticas dos artilheiros na Europa com quarenta gols em uma temporada e o time havia conquistado uma pontuação recorde na Bundesliga. Então era inevitável a vitória da Copa da Alemanha sobre os rivais do Colônia por 2 a 1 na prorrogação.

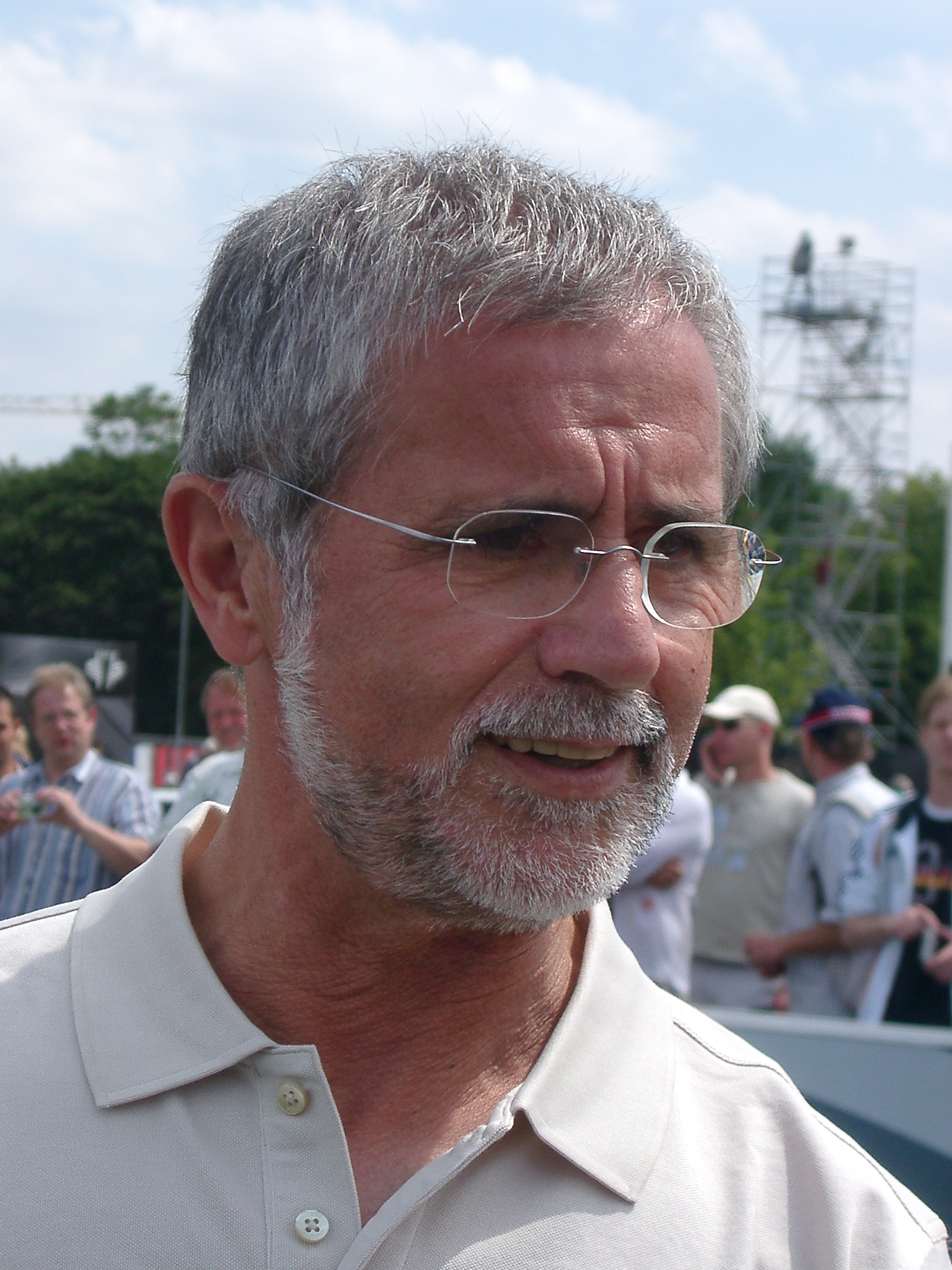
Gerd Müller, o maior artilheiro do Bayern.

Além dos dois títulos ganhos sob o comando de Lattek, a era de ouro ficou completa quando o Bayern conseguiu seu primeiro título internacional de grande porte, a Liga dos Campeões da UEFA. Schwarzenbeck fez o único gol da equipe Bávara diante do Atlético de Madri no último minuto, forçando outra partida em que Beckenbauer foi o homem do jogo e o Bayern vencendo por 4 a 0 (Uli Hoeness e Gerd Müller fazendo dois gols cada). No mesmo ano a Alemanha vence a Copa do Mundo, ganhando dos Países Baixos na final que aconteceu em Munique. Seis jogadores do Bayern estavam presente na vitória de 2 a 1. Eram eles: Maier, Beckenbauer, Schwarzenbeck, Breitner, Hoeness e Müller. Os dois gols alemães foram marcados por Breitner de pênalti e Müller em um chute inesquecível.
O Bayern dominou a década de 1970 na Europa juntamente com o Ajax, vencendo a competição três vezes seguidas — 1974, 1975 e 1976. Em 1975 venceu o Leeds United por 2 a 0 em Paris com gols de Franz Roth e Müller; em 1976 conquistou a Liga frente ao Saint-Étienne em Glasgow por um placar de 1 a 0 sendo o gol marcado por Roth. Nestas duas ocasiões a equipe era treinada por Dettmar Cramer. E para fechar com chave de ouro essa época áurea da esquadra alemã, venceu a Copa Intercontinental, passando por cima do Cruzeiro em dois jogos, o primeiro 2 a 0 em Munique com gols de Müller e Kappelmann, e o segundo tento realizado em Belo Horizonte terminou em 0 a 0, sagrando o Bayern primeiro campeão teutônico intercontinental.
Por toda esta década brilhante, este esquadrão entrou para história como uma das melhores equipes já formadas.

### Títulos europeus conquistados
A década de 1970 marcou a conquista da Europa e da Copa Intercontinental pelo clube alemão. A equipe foi tricampeã continental em 1973/74 (superou o Atlético de Madrid na decisão), 1974/75 (bateu o Leeds United na decisão) e 1975/76 (passou pelo Saint-Etienne na decisão), nesta última venceu também a disputa da Copa Intercontinental, derrotando o Cruzeiro do Brasil por 2 a 0 no primeiro jogo, em Munique, empatando por 0 a 0 o confronto realizado em Belo Horizonte.
Em 1975, não foi realizada a disputa da Copa Intercontinental entre Bayern e Independiente porque as equipes não acertaram datas para se enfrentar. O elenco do time alemão, composto por grandes jogadores, cedeu, em 1974, seis atletas para a seleção alemã que venceu a Holanda na final da Copa do Mundo daquele ano: Sepp Maier, Beckenbauer, Hans-Georg Schwarzenbeck, Breitner, Uli Hoeneß and Gerd Müller.
Na final da Recopa Europeia desse ano o Bayern enfrentou um dos melhores elenco do time dos Rangers da história. Os alemães passaram em cima desse time dos Glasgow Rangers, que tinha o melhor elenco da sua história, sem dificuldades. Nessa época Alemanha tinha-se convertido no berço dos melhores jogadores do Mundo.
Em sua primeira final da Liga dos Campeões da Europa na temporada 1973-74, em uma final que passará à história o Bayern empatou contra o Atlético de Madrid graças a um disparo desde o centro do campo no minuto 92 do encontro, na partida de desempate disputado no dia seguinte, o Bayern conseguiu sua primeira Liga dos Campeões da Europa ao ganhar, desta vez sem dificuldades por 4 a 0.
Neste verão a coluna vertebral do Bayern ganhou a segunda Copa Mundial de Futebol para a Seleção Alemã de Futebol contra a "Laranja Mecânica", onde jogava Johan Cruyff, graças ao domínio do "Kaiser", sobrenombre de Franz Beckenbauer, que nessa época não tinha terminado de sair do Bayern ainda.
Beckenbauer retirou-se em 1977, e a equipa notou sua ausência durante três anos nos que não conseguiu nenhum título. Estes títulos voltaram da mão, ou melhor dito dos pés, de um jovem chamado Karl-Heinz Rummenigge.

### O Bayern ressurge das cinzas e muda totalmente

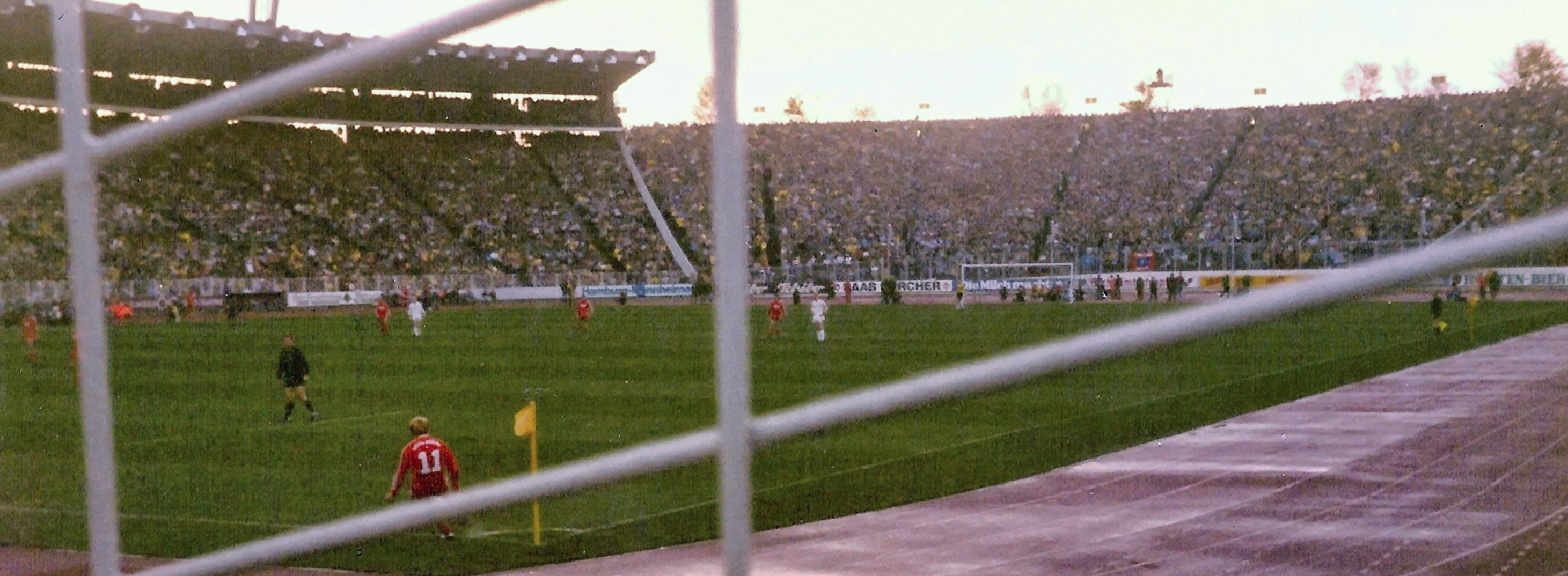
Bayern contra o Hamburgo em 1981.

Seguiram anos de mudanças, sem títulos. Em 1977 despediu-se Franz Beckenbauer, que iria jogar pelo Cosmos de Nova York. Um ano mais tarde lhe seguiu Gerd Müller e também cruzou o oceano para jogar no Fort Lauderdale Strikers.
Em 1979 assumiu Uli Hoeneß o cargo de manager, com idade de 27 anos, e relevou assim ao conselheiro de Beckenbauer, Robert Schwan. Pal Csernai substituiu ao treinador Gyula Lorant. O presidente Neudecker retirou-se porque a equipa tinha recusado o antigo "Leão", Max Merkel, como treinador. O novo presidente foi Willi Hoffmann.
Mas começaram novos e melhores anos. Paul Breitner e o jovem Karl-Heinz Rummenigge, que formavam uma sociedade à que se chamou "FC Breitnigge", levaram o Bayern ao campeonato do ano 1980, pela primeira vez em 6 anos.

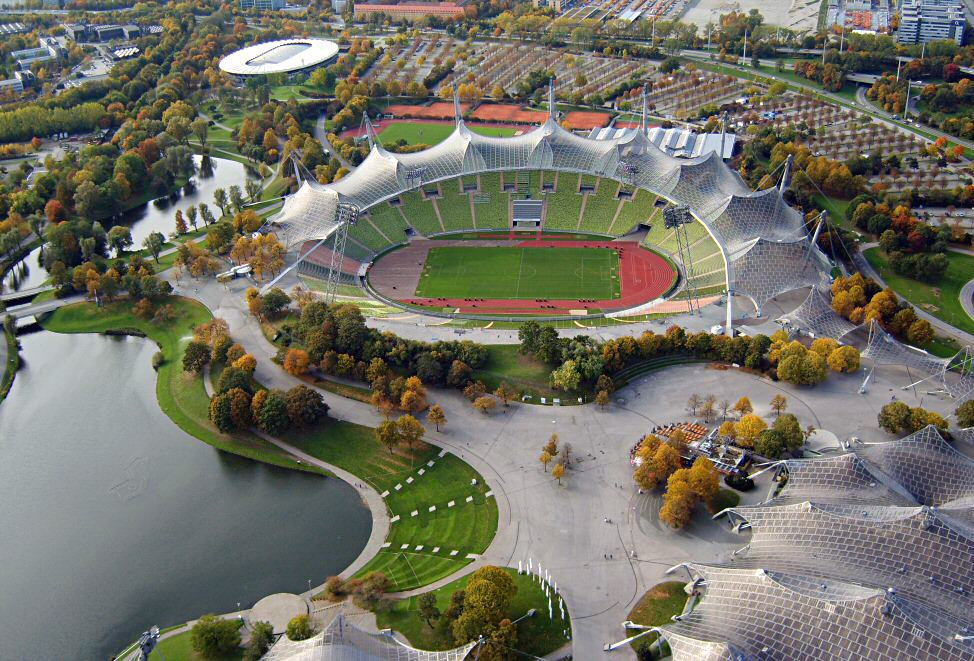
O Estádio Olímpico visto de cima

Em 1982 jogou-se a legendaria final de copa contra o FC Nuremberg: Após ir perdendo por 0 a 2 o Bayern virou o jogo e acabou ganhando por 4 a 2. Dieter Hoeneß, com a cabeça ensanguentada, e cobrindo-se a ferida com uma faixa marcou um gol.
Nesse ano em mudança perdeu a final da Copa da Europa contra o Aston Villa por 1 a 0. A Alemanha também perdeu o final do mundial contra Itália, ainda que Paul Breitner conseguiu entrar na história ao se converter no primeiro e até o momento único jogador alemão em marcar em duas finais de um Copa do Mundo de Futebol.
Honra, ao que lhe corresponde: Entre 1965 e 1981 o Bayern colocou a seus jogadores como o melhor Jogador do Ano até um total de onze vezes: Franz Beckenbauer (4), Sepp Maier (3), Gerd Müller (2), Karl-Heinz Rummenigge e Paul Breitner (1 a cada um).
Em 1983 voltou Lattek com os bávaros. Na final da Copa da Alemanha de 1984 o Bayern venceu a equipa do Borussia Mönchengladbach na disputa de pênaltis. Lothar Matthäus que nessa época erá uma das revelações do futebol perdeu um pênalti para o Borussia e no ano seguinte mudou de equipe indo jogar pelo Bayern. Karl-Heiz Rummenigge, naquele tempo tão famoso que até um grupo de música pop inglês cantava a seu "joelho sexy", foi vendido para a Inter de Milão em uma transferência recorde de 11 milhões de marcos.
Em um ano depois, com Sören Lerby e o jovem Wiggerl Kögl, os bávaros alçaram-se com o campeonato. A direção do clube assumiu-a o Professor Dr. Fritz Scherer. Em outro ano mais tarde celebrou-se outro "doblete", e em 1987 outro campeonato. Mas a amarga derrota do final de Copa da Europa ante o FC Porto por 1 a 2 deixou uma profunda ferida na equipa.

### Transições históricas (1987-1999) e cumpriram uma revanche (2000-01)
Desde então o carrossel de técnicos que passaram pela equipe do Bayern não conseguiram devolver à equipa em seus dias de glória. E após estar inclusive nos últimos lugares da Bundesliga, em 1987 o Bayern, que tinha chegado a final da Copa dos Campeões da Europa 1986-87, foi derrotado pelo FC Porto com dois golos: o primeiro de Rabah Madjer e o segundo de Juary.
Então Franz Beckenbauer voltou à equipa para resgatá-la da má campanha desta vez como fora dos gramados, como técnico e como não podia ser de outra maneira o Bayern voltou a ganhar títulos ganhando primeiramente o Campeonato Alemão de Futebol. Depois Franz Beckenbauer retirou-se aos despachos para dirigir o Bayern desde a presidência. Com isso, o Bayern recuperou com sua gestão o prestígio perdido.
Mais três títulos na década dos 90 devolveram ao clube seu lugar na Europa, uma Liga Europa da UEFA e duas Copa da Liga Alemã, a última das quais daria à equipa o passe na Liga dos Campeões da UEFA 1998-99, após demonstrar ser a equipa mais forte da competição a equipa chegou a final que foi disputada em Barcelona. Em uma partida que os alemães desejam esquecer, o Bayern ganhava por um gol de vantagem aos 88 minutos, para o fim da partida, quando em tão só dois minutos a equipa viu-se despojado da glória com dois golos do Manchester United, em outra cruel final da Liga dos Campeões da Europa, fechando assim as suas temporadas de altos e baixos, no segundo milênio viriam os sucessos de revanche para o clube bávaro.
Em 2001 a equipa do Bayern fez com que tivesse cumprida a revanche, voltando a reeditar suas laureles de campeão da Liga dos Campeões da UEFA de 2000-01 em uma final decidida nos pênaltis contra o Valencia, da Espanha. Ademais, nesse mesmo ano, o Bayern conseguiu ser o campeão da Copa Intercontinental pela sua segunda vez em sua história, depois de derrotar na prorrogação o Boca Juniors da Argentina terminando assim uma temporada perfeita. Após mais três anos exitosos com o clube, Ottmar Hitzfeld deixou a condução da equipa para Felix Magath, em 2004.
Na Temporada de 2006-07, em uma Liga dos Campeões da Europa, o holandês Roy Makaay anotou o gol mais rápido da competição, estando a bola na portería contrária aos 10 segundos, em uma partida contra o Real Madrid Club de Fútbol nas oitavos de final, e depois de chegar até os quartos de final na Liga dos Campeões da Europa. Nessa temporada, a equipe do Bayern teve uma péssima campanha na Bundesliga, ficando fora da Liga dos Campeões da Europa por ter ficado apenas com o quarto lugar, podendo só participar da Liga Europa da UEFA.

### O melhor século (1900-2000)
A história dos primeiros 100 anos do Bayern se deve a um grupo e principalmente a um nome, Franz John, jogador do MTV 1879, e dez de seus colegas cansados das condições nas quais tinham de jogar, que se reuniram naquele dia para rescindir com sua equipe e criar um clube. O clube que criaram se chamou "Schwabinger Bayer". Anos mais tarde mudariam o nome pelo de FC Bayern München, mundialmente conhecido como os "Bávaros".
Os comensais que na noite de 27 de fevereiro de 1900 jantavam no restaurante Gisela de Munique não podiam suspeitar que naquele momento, em uma das mesas junto a eles , se estava gestando o nascimento da melhor equipe da Alemanha e um dos maiores da Europa e do Mundo. A Alemanha conquistou a Copa do Mundo FIFA de 1954, a tendência se inverteu radicalmente e o futebol se converteu no desporto mais popular do país, "a apaixonante alemã".
Em 1963 criou-se a Bundesliga, mas a equipa dos bávaros não foi convidado à jogar em seu primeiro ano, coincidindo com a chegada de um jovem jogador chamado "Franz Beckenbauer" que recentemente tinha abandonado seu clube, o TSV 1860 München, depois de uma discussão com os directores. No Bayern Munich já jogava um jovem goleiro chamado Sepp Maier e na dianteira um homem a quem o treinador chamava o "pequeno gordinho".
Anos depois esse sobrenombre seria substituído por outro, que o mundo conheceu anos depois como "Torpedo Muller", em seu primeiro ano na Bundesliga, a temporada 1965/1966 o clube conseguiu seu primeiro Título, dando iniciou a conquista de títulos na Europa. A equipe sofreu dificuldades para se firmar, devido a problemas financeiros, tendo se associado como departamento de futebol a outras equipes para sobreviver. Foi somente a partir de 1923 que conquistou a sua independência. O Bayern foi se constituindo, ao longo das primeiras décadas do século XX, no maior time da cidade de Munique – atingiu esta condição a partir de 1920, quando chegou à marca de 700 membros.
Em 1926, o clube conquistou o título alemão regional sul e, seis anos depois, conseguiu o primeiro título nacional: venceu o Eintracht Frankfurt no final. O Bayern sofreu com o período do Terceiro Reich (1933 – 1945), como se autodenominou o governo nazista liderado por Adolf Hitler no país. Tendo judeus em sua estrutura – a época seu próprio presidente, Kurt Landauer, e mesmo o treinador da equipe, Richard Dombi, foram obrigados a se afastar –, sofreu bastante pressão política, culminada pela eclosão da Segunda Guerra Mundial.
As sanções sofridas pela Alemanha no período posterior ao conflito mundial também foram sentidas pelo futebol local. Além do desligamento da Federação Alemã de Futebol (DFB), e da Fifa por alguns anos, a organização interna se pulverizou – passaram a ser realizadas competições por distritos.
Em 1962 foi criada a Bundesliga, que, a partir de 1963, passou a gerir o campeonato alemão profissional. Entretanto, o Bayern não foi representado na reunião de fundação e apenas ingressou na primeira divisão nacional dois anos depois. Seu primeiro título neste certame aconteceu na temporada 1968/69. A década de 1970 marcou a conquista da Europa e do mundo pelo clube alemão. A equipe foi tricampeã do continente nas temporadas de 1973/74 (superou o Atlético de Madrid na decisão), 1974/75 (bateu o Leeds United na decisão), 1975/76 (passou pelo Saint-Etienne na decisão) e, nesta última, venceu também a disputa da Copa Intercontinental – derrotou o Cruzeiro-MG por 2 a 0, no primeiro jogo, em Munique, empatou por 0 a 0 no confronto realizado em Belo Horizonte.
Em 1975, não foi realizada a disputa da Copa Intercontinental entre Bayern e Independiente porque as equipes não acertaram datas para se enfrentar. O elenco do time alemão, composto por grandes jogadores, cedeu, em 1974, seis atletas para a seleção alemã que venceu a Holanda na final da Copa do Mundo de Futebol daquele ano: Sepp Maier, Beckenbauer, Hans-Georg Schwarzenbeck, Breitner, Uli Hoeneß e Gerd Müller.
Nas décadas seguintes, o Bayern sacramentou o seu domínio nacional – é o maior vencedor da Bundesliga, com dezenove conquistas. Entre os anos de 1980 e 2000 venceu 11 vezes o campeonato alemão.
A equipe alemã conquistou ainda, na temporada 2000/01, pela quarta vez a Liga dos Campeões da UEFA passando pelo Valência na decisão – e pela segunda vez a Copa Intercontinental passando pelo Boca Juniors, da Argentina.
1968 era o ano da mudança. Branco Zebec pegou o time de Cajkovski e foi banindo todos os jogadores que não estavam ajudando a equipe. Apesar da expectativa de um prognóstico obscuro, os torcedores não pensavam negativo. O tempo era de duas realidades: a liderança de oito pontos no campeonato em cima do Alemannia Aachen, e a vitória sobre o Schalke 04 na Copa da Alemanha. Mas durante isso, emergia um time que seria o rival dos Bávaros durante anos: Borussia Mönchengladbach.
Quando o Bayern ganhou a coroa em 1972, o tempo era do novo Olympic Stadium e a equipe estava sendo treinada por Udo Lattek, e isso era a causa de mais uma celebração. Gerd Müller agora estava no topo das estatísticas dos artilheiros na Europa com quarenta gols em uma temporada e o time havia conquistado uma pontuação recorde na Bundesliga. Então era inevitável a vitória da Copa da Alemanha sobre os rivais do Colônia por 2 a 1 na prorrogação.
Além dos dois títulos ganhos sob o comando de Lattek, a era de ouro ficou completa quando o Bayern conseguiu seu primeiro título internacional de grande porte, a Liga dos Campeões da UEFA. Schwarzenbeck fez o único gol da equipe Bávara diante do Atlético de Madri no último minuto, forçando outra partida em que Beckenbauer foi o homem do jogo e o Bayern vencendo por 4 a 0 (Uli Hoeness e Gerd Müller fazendo dois gols cada). No mesmo ano a Alemanha vence a Copa do Mundo, ganhando dos Países Baixos na final que aconteceu em Munique. Seis jogadores do Bayern estavam presentes na vitória de 2 a 1: Maier, Beckenbauer, Schwarzenbeck, Breitner, Hoeness e Müller. Os dois gols alemães foram marcados por Breitner de pênalti e Müller em um chute inesquecível.
O Bayern dominou a década de 1970 na Europa juntamente com o Ajax, vencendo a competição três vezes seguidas — 1974, 1975 e 1976. Em 1975 venceu o Leeds United por 2 a 0 em Paris com gols de Franz Roth e Müller; em 1976 conquistou a Liga frente ao Saint-Étienne pelo placar de 1 a 0, sendo o gol marcado por Roth. Nestas duas ocasiões a equipe era treinada por Dettmar Cramer.
Para fechar com chave de ouro essa época áurea da esquadra alemã, venceu a Copa Intercontinental, passando por cima do Cruzeiro em dois jogos, o primeiro 2 a 0 em Munique com gols de Müller e Kappelmann, e o segundo jogo realizado em Belo Horizonte terminou em 0 a 0, sagrando o Bayern primeiro campeão teutônico intercontinental, sendo este inédito em sua história.
Por toda esta década brilhante, este esquadrão entrou para história como uma das melhores equipes já formadas.

### Despedidas importantes (2007-08) e o tão esperado retorno à elite da Europa (2009-2010)
A Temporada 2007-08, marcou o clube com duas despedidas: a do mítico goleiro Oliver Kahn e seu multicampeão treinador Ottmar Hitzfeld, que regressou a Bayern como director técnico com a consigna de conseguir a Copa da Alemanha, Bundesliga e fazer uma boa campanha na Copa da UEFA com um elenco renovado de contratações, formar uma equipa que este à altura são os objectivos do clube de cara ao futuro.
Na temporada 2007-08, o conjunto conseguiu levar-se a Copa da Alemanha, onde venceu 2-1 ao Borussia Dortmund ; na Copa da UEFA, uma vez conseguida a primeira posição de seu grupo e superados os quartos de final eliminando de forma agónica a Getafe, disputou a semifinal da Copa da UEFA de 2008 contra a equipe revelação Zenit de São Petersburgo ficando eliminado no partido de volta como visitante, depois de perder 4 a 0.
O objectivo principal cumpriu-se depois que Bayern se coroasse campeão da Bundesliga 2007-08 somando seu título número 21, se classificando à Une de Campeões fechando assim uma excelente campanha onde ademais suas novas contratações conseguiram adaptar à equipa tal é o caso dos internacionais o alemão Miroslav Klose, o italiano Luca Toni e o francês Franck Ribéry, sendo o italiano máximo goleador da Une Alemã e da Copa da UEFA.
O adeus do Bayern do "General" como se lhe conhece ao exitoso treinador Ottmar Hitzfeld e marcando assim o adeus ao futebol tanto a nível clubes e de sua selecção Nacional, do goleiro Oliver Kahn que disse:
"Receber a faixa de campeão é o máximo. 20 anos de carreira profissional é algo incrível. Vivi de tudo no futebol. Agora já não há voltada atrás, é o momento justo para pendurar as luvas. Estou muito agradecido de tudo". Agora a Liga dos Campeões será a prioridade do Bayern a próxima temporada. "No próximo ano o mais importante será a Champions", expressou-se o diretor bávaro Uli Hoeness.
Com a contratação do técnico holandês Louis Van Gaal, o clube sofreu uma reformulação em seu elenco, dispensando jogadores mais experientes como Zé Roberto, Luca Toni e Lúcio, e contratando uma safra mais jovem e com perspectivas futuras altas.
Os resultados foram imediatos. Líderados pelo atacante holandês Arjen Robben, a equipe conquistou os dois torneios nacionais com méritos. A empolgação chegou até na final da Liga dos Campeões da Europa, que foi contida com um vice campeonato europeu depois da derrota na final para a Internazionale de Milão. Em 2011 cai novamente para a Internazionale na Liga dos Campeões, pelas oitavas de final.
No dia 1º de junho de 2011, o clube anunciou em seu site oficial a contratação do brasileiro Rafinha e do goleiro Manuel Neuer.

### O retorno à elite europeia
temporada 2011/12: Vice da Liga dos Campeões
Na temporada 2011/12 o Bayern chega novamente a decisão da Liga dos Campeões da UEFA, após eliminar o Real Madrid na semifinal. Outra vez o clube bávaro perdeu a decisão, desta vez perdeu em sua própria casa, para o Chelsea da Inglaterra nos pênaltis, após empate por 1 a 1 no tempo normal, com gol de Thomas Müller e ainda um pênalti desperdiçado por Arjen Robben na prorrogação. Nessa temporada ficou com o Borussia Dortmund entalado, perdendo a Bundesliga e a Pokal para o rival. O.Bayern ainda sofreu uma goleada histórica para o time de Dortmund: 5 a 2 na final da Pokal.
Após o fim da temporada o Bayern ainda disputou um amistoso contra a Holanda, numa partida surpreendente e emocionante os holandeses venceram por 3 a 2.
A tríplice coroa da Alemanha (2012/13)
A temporada 2012/2013 foi especial. Os bávaros conquistaram a tão sonhada tríplice coroa (Bundesliga, Pokal e Champions). Sob o comando de Heynckes, o Bayern sagrou-se campeão alemão com sete rodadas de antecedência. Na semifinal da Copa da Alemanha o Bayern quebrou o jejum de seis jogos sem vencer o seu rival Borussia Dortmund com uma vitória de 1 a 0 com golaço do holandês Arjen Robben. Na final o Bayern sagrou-se campeão, seu segundo título na temporada. Após perder a final da Liga dos Campeões da UEFA em 2010 e em 2012, na sua própria casa, o Bayern finalmente voltou a levantar a taça, doze anos após sua última conquista em 2001. A conquista veio com um tempeiro especial, com o Bayern eliminando a Juventus nas quartas de final com duas vitórias por 2 a 0, e o temido Barcelona aplicando duas goleadas: 4 a 0 na Allianz Arena e 3 a 0 no Camp Nou, o clube ainda derrotou o seu rival na decisão no Estádio Wembley, por 2 a 1, com gol decisivo marcado novamente por Robben nos acréssimos.
2013/14, 2014/15 e 2015/16 — Guardiola: hegemonia nacional e os seus piores fracassos na Champions
Em agosto o Bayern inicia a temporada 2013/14 com a conquista da Supercopa da UEFA, devolvendo a derrota nos pênaltis para o Chelsea na final da Liga dos Campeões de 2012. Em dezembro o Bayern disputa novamente o Mundial de Clubes. Na semifinal derrota o Guangzhou da China por 3 a 0 e na final vence o Raja Acazablanka por 2 a 0. Nessa tamporada ainda conquistou a Bundesliga e a Pokal. Na Liga dos Campeões 2013/14 o Bayern chega as semifinais, mas acaba eliminado pelo Real Madrid.
Na temporada 2014/15 a hegomonia nacional continuou com o Bayern conquistando novamente a Bundesliga. O Bayern ainda venceu os dois clássicos contra o Borussia pela Bundesliga por 1 a 0. Além disso o clube bárvaro chega às semifinais da Pokal, mas é eliminado pelo seu rival nos pênaltis. Na Liga dos Campeões o Bayern volta a semifinal. Nas oitavas de final o Bayern elimina o Shakhtar Donetsk com uma goleada sonora de 7 a 0. Nas quartas de final elimina o FC Porto, goleando por 6 a 1. Na semifinal, porém, acabou eliminado pelo Barcelona de Messi, Neymar e Suárez.
Na temporada 2015/16 a história se repete: o Bayern vence novamente a Bundesliga, conquistando seu inédito tetracampeonato alemão. Apesar de mais uma conquista o clube bárvaro amargou mais uma eliminação na semifinal da Liga dos Campeões frente a uma equipe espanhola. Depois de eliminar a Juventus no confronto mais equilibrado e emocionante das oitavas de final, o Bayern eliminou o Benfica, mas sem poder contar com Robben, não conseguiu superar a defesa do Atlético de Madrid, perdendo por 1 a 0 em Madrid, e vencendo em casa por 2 a 1, resultado que eliminou o Bayern pelo critério de gols marcados fora de casa. Com mais uma eliminação na Liga dos Campeões a permanência de Pep Guardiola está ameaçada. Para encerrar a temporada, o Bayern ainda disputaria a final da Copa da Alemanha contra o seu maior rival. Após um empate sem gols, o time da bavaria venceu nos pênaltis por 4 a 3 e fechou a temporada com mais um título.
2016-17 — Ancelotti é contratado
Com a saída de Pep Guardiola, o italiano Carlo Ancelotti foi quem assumiu o comando da equipe bárvara com a missão de levar o clube à conquista da Liga dos Campeões da UEFA. O italiano havia comandado o Real Madrid na temporada 2013/14, em que os galácticos conquistaram a tão desejada la décima.
Mas no Bayern foi diferente. Sua temporada de estreia acabou não sendo tão boa assim. O clube conquistou o Campeonato Alemão mais uma vez, consagrando um pentacampeonato, mas teve que lidar com duas eliminações dolorosas na Champions e na Copa da Alemanha.
Pela Liga dos Campeões o Bayern decepcionou na fase de grupos, avançando apenas na 2° colocação, mas deu um show nas oitavas de final superando o tradicional Arsenal pelo placar de 5x1 nos dois jogos (resultado de 10x2 no agregado). Após essas belíssimas exibições, passou a ser o principal candidato ao título europeu, mas foi eliminado logo nas quartas de final e ainda por cima perdendo os dois jogos para o Real Madrid (2x1 no Bernabéu e 4x2 na Allianz Arena). Essa foi a quarta eliminação seguida do Bayern para um equipe da Espanha em Liga dos Campeões.
Já pela Copa da Alemanha, o clube bávaro foi até a semifinal, quando acabou sendo derrotado pelo seu rival Borussia Dortmund pelo placar de 3x2.
2018-19
O time da Baviera conseguiu vencer mais um Campeonato Alemão, embora o Borussia Dortmund tenha liderado boa parte do campeonato. Já na Liga dos Campeões, caiu para o Liverpool nas oitavas, empatando em 0x0 em Anfield e perdendo por 3x1 na Allianz Arena.
2019-20
Não teve um bom início com Niko Kovac no comando, o que resultou em sua demissão. O auxiliar Hans-Dieter Flick assumiu, e o Bayern reencontrou seu bom futebol. Com um time avassalador e extremamente ofensivo, e venceu a Bundesliga. Na Copa da Alemanha, enfrentou o Bayer Leverkusen na final, e venceu por 4x2. Na Liga dos Campeões, a campanha foi histórica. Após vencer todos os jogos da fase de grupos (inclusive com uma goleada de 7x2 sobre o Tottenham Hotspur na casa do adversário), eliminou o Barcelona nas quartas com uma surpreendente goleada de 8x2 em Portugal, passou facilmente pelo Lyon em um placar de 3x0, e venceu o Paris Saint-Germain na final por 1x0. Em 6 competições disputadas, foram 6 títulos conquistados. O grande desempenho do polonês Robert Lewandowski o levou a ser eleito o melhor do mundo pela FIFA.
2020-21
Jogando um futebol parecido com o da temporada anterior, o Bayern venceu o Campeonato Alemão mais uma vez, mas decepcionou na Champions ao ser eliminado pelo mesmo PSG que havia vencido na final da última edição. Na Copa da Alemanha, a derrota foi ainda pior, já que a zebra do campeonato, o Holstein Kiel, eliminou o time bávaro nos pênaltis. Após desentendimentos com parte da diretoria, Hansi Flick saiu da equipe para comandar a Seleção Alemã. Julian Nagelsmann foi anunciado como seu substituto.

### Seus ídolos, seus títulos e sua grande artilharia
A maioria dos principais jogadores da história do Bayern fizeram parte do tricampeonato na Liga dos Campeões da UEFA, conquistada pela equipe nas temporadas 1973/74, 1974/75 e 1975/76. O goleiro Sepp Maier, o centroavante Gerd Müller e o maior deles, o kaiser ("imperador", em alemão) Beckenbauer. Na história do Bayern existem também outros grandes jogadores como o goleiro Oliver Kahn, o meia Michael Ballack, o defensor Philipp Lahm, o atacante Miroslav Klose, o volante Bastian Schweinsteiger, o goleiro Manuel Neuer, o meia francês Franck Ribéry e o atacante holandês Arjen Robben.

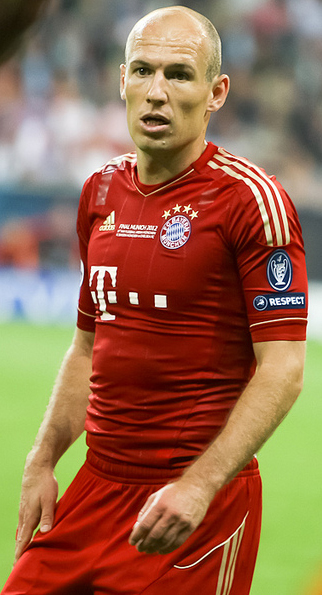
Arjen Robben, o melhor jogador holandês da história do Bayern.

Franz Anton Beckenbauer nasceu em Munique no dia 11 de setembro de 1945. Ele construiu uma carreira vitoriosa como atleta, treinador e dirigente. Além disso, é considerado um dos principais jogadores de defesa e meio-campo (líbero) da história do futebol.
Como jogador, conquistou, pela seleção nacional, a Eurocopa de 1972 e a Copa do Mundo de Futebol de 1974; com o Bayern, foi quatro vezes campeão da Bundesliga (1968/69, 1971/72, 1972/73, 1973/74), também tetracampeão da Copa da Alemanha (1966, 1967, 1969, 1971), campeão Intercontinental (1976), além do supracitado tricampeonato europeu. Além disso, foi também campeão da Bundesliga pelo Hamburgo (1981/82).
Ele atuou pelo Bayern – de 1962 a 1977 –, pelo Cosmos de Nova Iorque – de 1977 a 1980 e em 1983 – e pelo Hamburgo – entre 1980 e 1982. Pelo Bayern, disputou 424 jogos na Bundesliga e marcou 44 gols. Pela seleção da Alemanha, participou de 103 jogos e marcou 14 vezes. Como treinador, venceu a Copa do Mundo de 1990 com a Seleção Alemã de Futebol (após um vice-campeonato quatro anos antes), além de, dirigindo o Bayern, ter vencido o campeonato nacional na temporada 1993/94 e a Copa da Uefa de 1996/97. É presidente do conselho do Bayern desde 1994 e, em 2006, foi presidente do Comitê Organizador da Copa do Mundo de Futebol de 2006, realizada na Alemanha. Além disso, é comentarista de uma das principais publicações esportivas alemãs, o Bild.
Contemporâneo de Beckenbauer, Josef Dieter Maier nasceu em 28 de fevereiro de 1944. Considerado o maior goleiro do futebol alemão, recebeu o apelido de “die katze von Anzing“ (o gato, em alemão, sendo Anzing a região do país onde nasceu). Disputou 473 jogos pelo Bayern na Bundesliga (sendo superado apenas por outro camisa 1, Oliver Kahn) e participou de quatro Copas do Mundo. Pela seleção nacional, foi campeão da Eurocopa em 1972 e mundial em 1974, tendo se destacado, nesta, na final contra a Holanda (conhecida a época como “carrossel holandês“). Pelo clube alemão, além do tricampeonato europeu, foi pentacampeão da Bundesliga (1968/69, 1971/72, 1972/73, 1973/74, 1979/80), tetracampeão da Copa da Alemanha (1966, 1967, 1969, 1971) e campeão Intercontinental (1976). O atleta, em julho de 1979, sofreu um acidente de carro, no qual teve fraturas nas costelas, na clavícula e no braço, lesões no fígado, no pulmão e no diafragma. Ficou meses treinando duro para voltar, mas já não era o mesmo e encerrou a carreira naquele ano. Atuou sempre pelo Bayern, de 1965 a 1979 e somou 95 partidas pela seleção.
O atacante Gerd Müller, nascido em 3 de novembro de 1945, foi o principal goleador da Bundesliga em sete temporadas: 1966/1967 (com 28 tentos), 1968/1969 (30), 1969/1970 (38), 1971/1972 (40), 1972/1973 (36), 1973/1974 (30) e 1977/1978(24). Também é o maior goleador da seleção de seu país – em 62 jogos que realizou, balançou as redes em 68 ocasiões (média de, aproximadamente, 1,1 por confronto). O jogador alemão, que passou também pelo TSV Nördlingen (entre 1960 e 1963), pelo Fort Lauderdale Strickers (1979 a1981) e pelo Smiths Brothers Lounge (em 1982), ambos dos Estados Unidos – neste último encerrou sua carreira –, antes de se destacar pelo Bayern era conhecido como “o gordo” (em alemão, “der dick”), devido ao seu tipo físico – 1,74 m, 74 kg e jeito “atarracado” (pernas curtas). Após parar de jogar futebol, tentou, ainda nos Estados Unidos, começar um negócio próprio (um restaurante), sem sucesso. Retornou à Europa e, no início da década de 1990, foi chamado a treinar as categorias de base do Bayern, onde tem contrato até 2010.
Outro atacante importante na história do clube foi Karl-Heinz Rummenigge. Ele nasceu no dia 25 de agosto de 1955 e atuou no Lippstadt, Bayern (1974 a 1983), Internazionale (1983 a 1987) e Servette, da Suíça (1987 a 1989).
Com o clube alemão, conquistou duas vezes a Bundesliga (1979/80, 1980/81), o mesmo número de Copa da Alemanha (1982, 1984), também foi bicampeão da Liga dos Campeões da Europa (1974/75, 1975/76), além de ter sido campeão Intercontinental (1976).
Pela seleção nacional, participou do título da Eurocopa de 1980. Foi artilheiro do Campeonato Alemão em três ocasiões (1979/80, 1980/81 e 1983/84), além de ter marcado 45 gols pela seleção. Rummenigge, atualmente, é gerente do clube, após passagem pela vice-presidência entre 1991 e 2002.

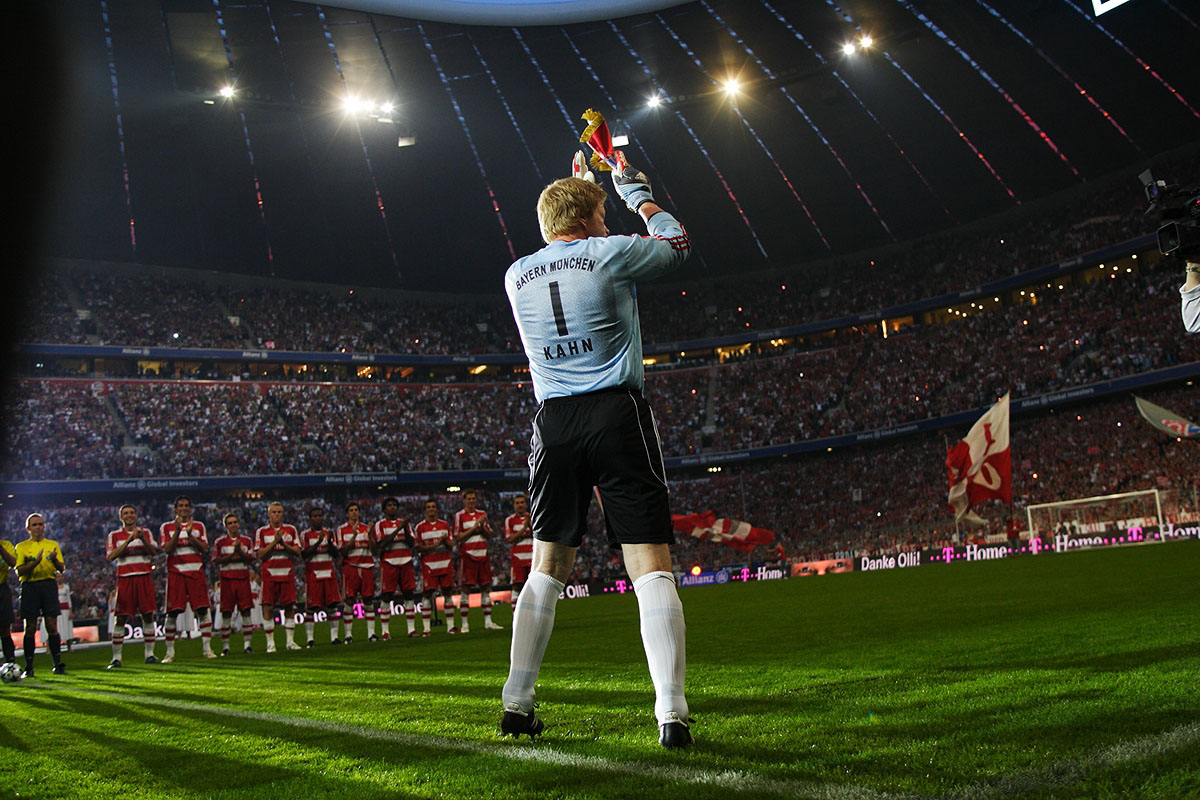
Oliver Kahn em seu jogo de despedida Allianz Arena.

Jogador com o maior número de partidas disputadas com a camisa do Bayern, 557, o goleiro Oliver Kahn. Nascido em 15 de junho de 1969, “Olli” (seu apelido) iniciou a carreira no Karlsruher, em 1989, transferindo-se, cinco temporadas depois, para o Bayern, onde permanece até 2008. Atuou 86 vezes pela seleção, da qual se aposentou em 2006, conquistando a Eurocopa de 1996. Heptacampeão alemão (1996/97, 1998/99, 1999/00, 2000/01, 2002/03, 2004/05 e 2005/06), pentacampeão da Copa da Alemanha (1998, 2000, 2003, 2005, 2006), campeão da Liga dos Campeões da Europa (2000/01), campeão da Copa da Uefa (1996/97) e campeão da Copa Intercontinental (2001).
O brasileiro que mais sucesso obteve até agora no clube foi o atacante Élber (1997 a 2003). Nem tão conhecido no Brasil, é o terceiro maior artilheiro da história da equipe, tendo sido por ela quatro vezes campeão nacional – 1998/99, 1999/00, 2000/01, 2002/03 –, campeão Intercontinental (2001) – e o maior goleador da Bundesliga na temporada 2002/03, com 21 gols (ao lado de Christiansen, do Bochum).
Michael Ballack nascido em (Görlitz, em 26 de setembro de 1976). Ballack mudou-se muito cedo com sua família para a cidade de Chemnitz, então chamada Karl-Marx-Stadt. Começou a jogar futebol no clube de mesmo nome, rebatizado de Chemnitzer após a Reunificação Alemã. Nascido e crescido na existência da Alemanha Oriental, devido a isso tem maior facilidade em falar russo (de ensino obrigatório nos países de influência soviética na Europa) do que o inglês.

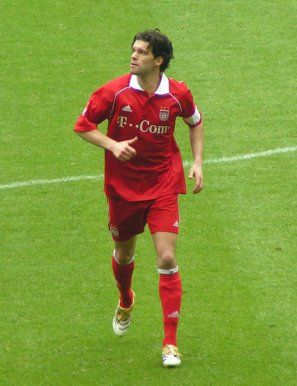
Michael Ballack, uma das grandes estrelas do Bayern de 2002 a 2006.

Tem uma fixação pelo número 13, costumamente reservado a ele nos clubes e na Seleção Alemã, das quais é um dos jogadores mais talentosos no início do século XXI.

## Estádio

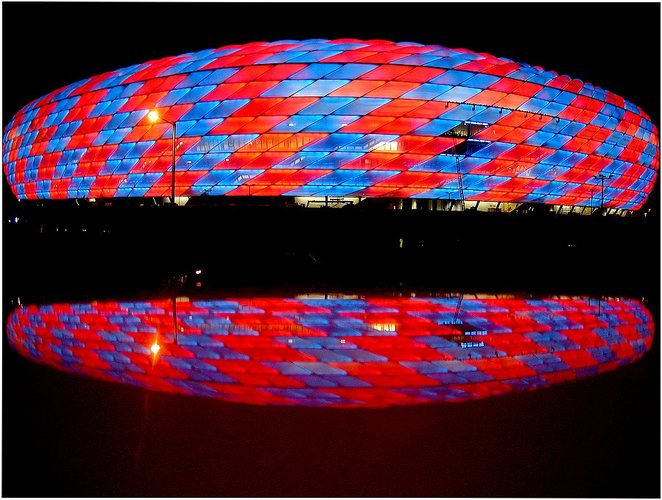
O estádio Allianz Arena quando ocorre o clássico municipal entre Bayern e TSV 1860 München. O estádio fica com as cores de ambos times.

O estádio onde o Bayern disputa suas partidas é o Allianz Arena, inaugurado em 2005, é o estádio oficial também do Munique. Foi projetado pela empresa suíça Herzog & de Meuron. A arena muda de cor de acordo com o mandante do jogo: se for a Seleção Alemã, cor branca, Bayern, cor vermelha, e Munique 1860, cor azul. Antes, o Bayern realizava seus jogos no Estádio Olímpico, estádio que o abrigou durante 33 anos.
O estádio tem capacidade para 75.024 pessoas, e é dividido em 7 pavimentos, com três níveis de arquibancadas, além de possuir 4 telões de plasma. Contém também centros comerciais em todos os seus 7 pavimentos e ainda um parque ecológico.
A Allianz Arena é um dos melhores e mais lindos estádios do mundo. Recebeu a final da Liga dos Campeões da UEFA de 2011–12.

## Rivais
O Bayern é um dos três clubes de futebol profissional da cidade de Munique, seu principal rival na cidade, e o maior no geral, é o Munique 1860, equipe que teve mais sucesso na década de 1960, ganhando respectivamente a Copa da Alemanha e o Campeonato alemão. Desde então o Munique 1860 esteve alternando entre a terceira e a primeira divisão da Bundesliga. Os jogos entres os dois clubes é conhecido como o Dérbi de Munique (em alemão: Münchner Stadtderby).
A rivalidade entre os dois times perdeu um pouco de sua força na última década, refletindo a grande diferença entre os dois clubes, um sendo um gigante europeu (Bayern) e o outro em uma crise de décadas (Munique 1860). No entanto, as torcidas ainda se odeiam. Entre os anos 1970 e 1980, o 1860 esteve entre a primeira e a terceira divisão, porém ultimamente o clube joga na segunda divisão. O "Münchner Stadtderby" é sempre um jogo que atrai muito torcedores ao Allianz Arena e é marcado, constantemente, por confusões entre as torcidas de ambos os clubes. O TSV 1860 é considerado como o clube de fãs e torcedores mais velhos e está perdendo torcedores por consequência de seu declínio nacional e a desigualdade com o Bayern. O Bayern é visto como o clube de torcedores de pessoas mais bem sucedidas, que é constituídas por muitos muitos líderes do mundo dos negócios que são membros do conselho, como o presidente anterior do clube Edmund Stoiber. Apesar da rivalidade, o Bayern ajudou 1860 em uma crise financeira, salvando o rival da falência, ao adquirir a parte da Allianz Arena que pertencia aos azuis por 11 milhões de euros. No entanto, Rummenigge afirmou que "não houve qualquer tipo de caridade na transação, e sim, apenas negócios de interesse do Bayern".
O outro clube de Munique é o Unterhaching e vem do sul semirrural, sendo a terceira força da cidade. Seu maior feito foi conseguir permanecer na Bundesliga em 1999 pela segunda temporada seguida. Conseguiu o feito derrotando o Bayer Leverkusen no último jogo da temporada 1999/2000 quando os visitantes precisavam apenas do empate para assegurar o título alemão, beneficiando assim o Bayern naquela ocasião. Porem depois deste feito o clube não conseguiu mais voltar a elite do campeonato alemão, jogando apenas na segunda divisão e na Regionalliga, desde a temporada 2008/09 o clube joga na recém criada 3. Liga. Não há rivalidade entre Unterhaching e Bayern o acontecimento que mais marcou os dois clubes foi no jogo final da Bundesliga de 1999/00 quando o Unterhaching venceu o Bayer Leverkusen e ajudou o Bayern a conquistar a Bundesliga.
Desde 1920, um tradicional rival do Bayern na Baviera é o Nuremberg. Philipp Lahm disse que jogar contra o Nuremberg é algo "sempre especial". Ambos os clubes jogaram na mesma liga durante a metade da década de 1920, porém entre o final dos anos 1920 e o começo dos anos 1930, O Nuremberg estava distante de poder apresentar os feitos que consquistou durante um período de sete anos. O clube ganhou cinco títulos do campeonato alemão (1920, 1921, 1924, 1925 e 1927) na década de 1920. Sendo o maior vencedor do campeonato alemão na época, O Bayern assumiu o posto de maior campeão sessenta anos depois, quando ganhou o seu decimo título em 1987, e consequentemente ultrapassou o número de títulos ganhados pelo Nuremberg. O duelo entre Bayern e Nuremberg é conhecido como o derbi bávaro.
Nos dias de hoje, os maiores rivais estão em âmbito nacional, como foi na década de 1970 com o Borussia Mönchengladbach, e depois de alguns anos expandindo a clubes como Hamburgo e Werder Bremen. Na última década, Borussia Dortmund e Bayer Leverkusen tem emergido como os rivais mais próximos; e recentemente o Schalke 04 e novamente o Werder tem feito grandes jogos e disputado os títulos nacionais com o Bayern, porém com pouco sucesso.
Isso faz o Bayern buscar rivalidades fora da Alemanha, atualmente os maiores rivais dos vermelhos são os grandes clubes europeus, como o Real Madrid e o Milan, pelo número de títulos europeus e mundiais conquistados também por estes clubes.
A partir da temporada 2010/11, Bayern x Borussia Dortmund se tornou a grande rivalidade do futebol alemão, muito devido ao fato de as equipes terem conquistado a hegemonia nacional, estando sempre decidindo os títulos da Bundesliga e da Pokal, e a ascensão do Borussia no cenário europeu, principalmente na temporada 2012/13, onde ambos fizeram a primeira final alemã da história da Liga dos Campeões da UEFA. O jogo entre essas duas equipes é marcada pela grande presença de público, seja na Allianz Arena ou no Signal Iduna Park, e pelo equilíbrio entre as equipes, sempre fazendo jogos bem disputados e cheios de gols.

## Patrocínio
O principal patrocinador atualmente do Bayern é a Deutsche Telekom. A marca automobilística alemã Audi patrocina o Bayern desde 2019.[carece de fontes?]
Patrocinadores atuais:
- Adidas (desde 1974)
- Deutsche Telekom (desde 2002)
- Qatar Airways (desde 2018 manga)

Patrocinadores anteriores:
- Erima (1971–1974)
- Magirus-Deutz/Iveco (1978–1984)
- Commodore (1984–1989)
- Opel (1989–2002)
- Hamad Airport (2017-2018 manga)

A Deutsche Telekom principal patrocinador do clube gerou para o Bayern na temporada 2008-09 em receitas 20.000.000 €. Atualmente a empresa gera 27.000.000 € um aumento de mais de 7.000.000 €[carece de fontes?].
O contrato com a fornecedora de material esportivo Adidas é um dos mais longos da história do futebol mundial, tendo iniciado-se em 1974 e foi renovado em 2015 por mais 15 anos, até 2030, no valor total de 900.000.000 €, ou 60.000.000 € por ano.
| Período      | Fornecedor         | Patrocinador principal | Patrocinador manga |
| ------------ | ------------------ | ---------------------- | ------------------ |
| 1964–1971    | Palme Trikotfabrik |                        |                    |
| 1971–1974    | Erima              |                        |                    |
| 1974–1978    | Adidas             | Adidas                 |                    |
| 1978–1981    | Adidas             | Magirus Deutz          |                    |
| 1981–1984    | Adidas             | Iveco Magirus          |                    |
| 1984–1989    | Adidas             | Commodore              |                    |
| 1989–2002    | Adidas             | Opel                   |                    |
| 2002–2017    | Adidas             | Deutsche Telekom       |                    |
| 2017–2018    | Adidas             | Deutsche Telekom       | Hamad Airport      |
| 2018–present | Adidas             | Deutsche Telekom       | Qatar Airways      |

## Mascote
O mascote do Bayern é um urso, conhecido como Berni. Como é comum na Alemanha, a figura é explorada comercialmente, e bonecos são muito vendidos para os torcedores interessados.

## Escudo
O escudo do Bayern foi várias vezes alterado a longo da história do time, as cores da Baviera foram implementadas pela primeira vez em 1954. A versão moderna do escudo teve várias evoluções desde a versão de 1954. Antes o escudo era uma única cor sendo que na maioria das vezes ou era vermelho ou era azul.
O escudo atual é vermelho, azul e branco. Tem as cores da bandeira da Baviera no centro e a legenda "FC Bayern München" em branco no anel vermelho em torno dele.
| Evolução do escudo do FC Bayern München | Evolução do escudo do FC Bayern München | Evolução do escudo do FC Bayern München | Evolução do escudo do FC Bayern München | Evolução do escudo do FC Bayern München | Evolução do escudo do FC Bayern München | Evolução do escudo do FC Bayern München | Evolução do escudo do FC Bayern München | Evolução do escudo do FC Bayern München |
| 1901-1902                               | 1919-1920                               | 1921-1924                               | 1925-1954                               | 1954-1996                               | 1996-2002                               | 2002-2017                               | 2017-2024                               | 2024-                                   |
| --------------------------------------- | --------------------------------------- | --------------------------------------- | --------------------------------------- | --------------------------------------- | --------------------------------------- | --------------------------------------- | --------------------------------------- | --------------------------------------- |

## Elenco atual
Última atualização: 16 de setembro de 2024. 

## Títulos
| MUNDIAIS     | MUNDIAIS                        | MUNDIAIS | MUNDIAIS |
|              | Competição                      | Títulos  | Temporadas |
| ------------ | ------------------------------- | -------- | --- |
|              | Copa do Mundo de Clubes da FIFA | 2        | 2013 e 2020 |
|              | Copa Intercontinental           | 2        | 1976 e 2001 |
| CONTINENTAIS |                                 |          | |
|              | Competição                      | Títulos  | Temporadas |
|              | Liga dos Campeões da UEFA       | 6        | 1973–74, 1974–75, 1975–76, 2000–01, 2012–13 e 2019–20 |
|              | Liga Europa da UEFA             | 1        | 1995–96 |
|              | Recopa Europeia da UEFA         | 1        | 1966–67 |
|              | Supercopa da UEFA               | 2        | 2013 e 2020 |
| NACIONAIS    |                                 |          | |
|              | Competição                      | Títulos  | Temporadas |
|              | Campeonato Alemão               | 34       | 1932, 1968–69, 1971–72, 1972–73, 1973–74, 1979–80, 1980–81, 1984–85, 1985–86, 1986–87, 1988–89, 1989–90, 1993–94, 1996–97, 1998–99, 1999–00, 2000–01, 2002–03, 2004–05, 2005–06, 2007–08, 2009–10, 2012–13, 2013–14, 2014–15, 2015–16, 2016–17, 2017–18, 2018–19, 2019–20, 2020–21, 2021–22, 2022–23 e 2024–25 |
|              | Copa da Alemanha                | 20       | 1956–57, 1965–66, 1966–67, 1968–69, 1970–71, 1981–82, 1983–84, 1985–86, 1997–98, 1999–00, 2002–03 2004–05, 2005–06,2007–08, 2009–10, 2012–13, 2013–14, 2015–16, 2018–19 e 2019–20 |
|              | Copa da Liga Alemã              | 6        | 1997, 1998, 1999, 2000, 2004 e 2007 |
|              | Supercopa da Alemanha           | 11       | 1987, 1990, 2010, 2012, 2016, 2017,2018, 2020, 2021, 2022 e 2025 |

Legenda
 Campeão invicto

## Recordes

### Mais partidas
Os números de Thomas Müller e Manuel Neuer podem estar desatualizados, pois eles se encontram em atividade.
| #  | País     | Nome                     | Período   | Jogos |
| -- | -------- | ------------------------ | --------- | ----- |
| 1  | Alemanha | Thomas Müller            | 2008–2025 | 756   |
| 2  | Alemanha | Oliver Kahn              | 1994–2008 | 635   |
| 3  | Alemanha | Sepp Maier               | 1962–1979 | 623   |
| 4  | Alemanha | Gerd Müller              | 1964–1979 | 605   |
| 5  | Alemanha | Franz Beckenbauer        | 1964–1977 | 587   |
| 6  | Alemanha | Hans-Georg Schwarzenbeck | 1966–1981 | 565   |
| 7  | Alemanha | Klaus Augenthaler        | 1976–1991 | 547   |
| 8  | Alemanha | Manuel Neuer             | 2011–     | 546   |
| 9  | Alemanha | Philipp Lahm             | 2003–2017 | 516   |
| 10 | Alemanha | Bernd Dürnberger         | 1972–1985 | 513   |

### Maiores artilheiros
Os números de Thomas Müller podem estar desatualizados, pois ele se encontra em atividade.
| #  | País          | Nome                  | Período             | Gols |
| -- | ------------- | --------------------- | ------------------- | ---- |
| 1  | Alemanha      | Gerd Müller           | 1964–1979           | 576  |
| 2  | Polónia       | Robert Lewandowski    | 2014–2022           | 367  |
| 3  | Alemanha      | Thomas Müller         | 2008–2025           | 250  |
| 4  | Alemanha      | Karl-Heinz Rummenigge | 1974–1984           | 236  |
| 5  | Alemanha      | Roland Wohlfarth      | 1984–1993           | 167  |
| 6  | Alemanha      | Dieter Hoeneß         | 1979–1987           | 155  |
| 7  | Países Baixos | Arjen Robben          | 2009–2019           | 148  |
| 8  | Brasil        | Giovane Élber         | 1997–2003           | 146  |
| 9  | Peru          | Claudio Pizarro       | 2001–2007 2012–2015 | 137  |
| 10 | França        | Franck Ribéry         | 2007-2019           | 136  |

### As 10 contratações mais caras da história do Bayern München
| Pos. | País          | Nome             | Data       | Valor £ | Ref    |
| ---- | ------------- | ---------------- | ---------- | ------- | ------ |
| 1    | Inglaterra    | Harry Kane       | 10/08/2023 | 104m    | [ 41 ] |
| 2    | França        | Lucas Hernández  | 27/03/2020 | 72m     | [ 42 ] |
| 3    | Países Baixos | Matthijs de Ligt | 17/06/2022 | 68m     | [ 43 ] |
| 4    | Coreia do Sul | Kim Min-jae      | 18/07/2023 | 43m     | [ 44 ] |
| 5    | Alemanha      | Leroy Sané       | 03/07/2020 | 40.5m   | [ 45 ] |
| 6    | França        | Dayot Upamecano  | 14/02/2021 | 38.3m   | [ 46 ] |
| 7    | França        | Corentin Tolisso | 14/06/2017 | 37.4m   | [ 47 ] |
| 8    | Espanha       | Javi Martínez    | 29/08/2012 | 36m     | [ 48 ] |
| 9    | Chile         | Arturo Vidal     | 16/07/2015 | 35.3m   | [ 49 ] |
| 10   | Senegal       | Sadio Mané       | 22/06/2022 | 35.3m   | [ 50 ] |

Fonte: Football Transfers, atualizado em 13/08/2023.

## Notáveis treinadores
- Ottmar Hitzfeld
- Felix Magath
- Giovanni Trapattoni
- Carlo Ancelotti
- Franz Beckenbauer
- Otto Rehhagel
- Erich Ribbeck
- Jupp Heynckes
- Udo Lattek
- Pal Csernai
- Dettmar Cramer
- Branko Zebec
- Zlatko Čajkovski
- Louis van Gaal
- Pep Guardiola
- Hans-Dieter Flick
- Julian Nagelsmann

## Bayern München e as Copas do Mundo
Somando todas as Copas, o Bayern München é o segundo clube com mais jogadores campeões.
| Copa do Mundo | Sede               | Jogador |
| ------------- | ------------------ | --- |
| 1974 Detalhes | Alemanha Ocidental | Sepp Maier, Paul Breitner, Schwarzenbeck, Franz Beckenbauer, Jupp Kapellmann, Gerd Müller e Uli Hoenes      |
| 1990 Detalhes | Itália             | Jurgen Kohler, Klaus Augenthaler, Stefan Reuter, Raimond Aumann, Hans Pflügler e Olaf Thon                  |
| 1994 Detalhes | Estados Unidos     | Jorginho |
| 1998 Detalhes | França             | Bixente Lizarazu                                                                                            |
| 2014 Detalhes | Brasil             | Manuel Neuer, Jerome Boateng, Philipp Lahm, Mario Götze, Toni Kroos, Thomas Müller e Bastian Schweinsteiger |
| 2018 Detalhes | Rússia             | Corentin Tolisso                                                                                            |

Fonte: Verminosos por futebol. Atualizado em 23 de dezembro de 2022.

## Capitães
| Era       | Capitão               |
| --------- | --------------------- |
| 1965–1970 | Werner Olk            |
| 1970–1977 | Franz Beckenbauer     |
| 1977–1979 | Sepp Maier            |
| 1979      | Gerd Müller           |
| 1979–1980 | Georg Schwarzenbeck   |
| 1980–1983 | Paul Breitner         |
| 1983–1984 | Karl-Heinz Rummenigge |
| 1984–1991 | Klaus Augenthaler     |
| 1991–1994 | Raimond Aumann        |
| 1994–1996 | Lothar Matthäus       |
| 1997–1999 | Thomas Helmer         |
| 1999–2002 | Stefan Effenberg      |
| 2002–2008 | Oliver Kahn           |
| 2008–2011 | Mark van Bommel       |
| 2011–2017 | Philipp Lahm          |
| 2017-     | Manuel Neuer          |